# Ciudad Rodrigo Club de Fútbol
El Ciudad Rodrigo Club de Fútbol es un club profesional de fútbol perteneciente a la ciudad de Ciudad Rodrigo (España) que milita en la tercera RFEF. Se fundó en el año 1953, y, desde entonces, disputa sus partidos como local en el campo municipal Francisco Mateos, ubicado en la misma localidad. Su cantera también juega en los campos municipales "Toñete".

## Historia

### Antecedentes al Ciudad Rodrigo Club de Fútbol
Hasta el año 1.950, el fútbol en Ciudad Rodrigo era un deporte que, aunque muy estimado por un pequeño grupo de aficionados que lo practicaban con entusiasmo y perfección, encontraba una serie de dificultades para su ejercicio de manera habitual y constante. Hubo siempre varios y buenos equipos, pero, al no estar sujetos a competición de alguna manera preestablecida, sus partidos se celebraban previo acuerdo entre ellos mismos, con las dificultades de consenso que ello acarreaba.
En esos años, merece especial mención los partidos celebrados dentro y fuera de casa con el equipo portugués del Gouveia, circunstancia que daba al encuentro un verdadero carácter "internacional" y para la juventud motivo de fiesta, puesto que estas idas y venidas siempre se complementaban con algún acto social de diversión.
A partir del año 1.950, se desencadenarían una serie de acontecimientos que conducirían al fútbol local hacia metas hasta entonces insospechadas, como sería el participar en competición Nacional de Liga.
En primer paso sería la constitución de una Sección de fútbol en la Delegación Local de Deportes, la cual estaría compuesta de la siguiente manera: 
Presidente: Nicolás Amaro, Secretario: Ignacio María Domínguez, Tesorero: Carlos Mateos, Vocales: los señores Arroyo, Briega, Cid, Ortiz y Oliveira.

#### Equipos anteriores al Ciudad Rodrigo CF
Aunque muchos fueron los equipos existentes anteriormente, en este punto, eran cuatro, a los que se les uniría un quinto más tarde:
El León, que vestía uniforme azulgrana como el del Fútbol Club Barcelona. Celebraba sus reuniones en el bar "Sanatorio" donde se trazaban las tácticas y estrategias de club que contaba con un buen grupo de seguidores incondicionales. En este equipo militó el primer jugador profesional mirobrigense, Jesús Moro Lucas, "Chata".
El Atómico, que nacía del modernismo. Miguel, su portero, procedente de Real Valladolid Club de Fútbol, y que consiguió darle un nuevo estilo al equipo, por su calidad llegó a ganarse el apodo de "Barcigalupo" (famoso cancerbero italiano). Tuvo gran acogida por parte de jóvenes espectadoras, las cuales admiraban y vitoreaban a su equipo cantando su himno en Las Eras.
El Amanecer provenía de la escuela del buen fútbol de los hermanos Domínguez y Nacho Cid. Expertos capitanes que utilizaron el vivero del Instituto para fichar a jóvenes con ganas, consiguiendo unir veteranía con promesas. El café Universal era su centro de reunión, donde su dueño y directivo, Antonio Custodio, les cedió una pequeña dependencia para tal fin.
El Instituto, con su nutrido internado, acogía cada vez más estudiantes de la zona Oeste de nuestra provincia y del norte de la Provincia de Cáceres, los cuales, sobre todo los internos, dedicaban al fútbol sus horas de recreo a diario y muy especialmente los domingos y festivos. Se iban convirtiendo en ilustrados por el "Marca" y practicantes en el foso. Así se formó una selección que dio buen juego.
El San Andrés que se uniformaba con camiseta verdiblanca al estilo Bético, nació en la parroquia de su nombre y era quizás el equipo más modesto, participó muy deportivamente en algún campeonato, aunque se disolvió pronto.
Este era, a grandes rasgos el fértil campo futbolístico sobre el que la Delegación Local de Deportes derramó su benéfico influjo, consiguiendo óptimos frutos. Muchos fueron los Campeonatos Locales celebrados que junto con la famosa Copa Mundial de Fútbol de 1950, hizo que la afición a este deporte se incrementara considerablemente.

### Años 2016 - 2019: Vuelta a Regional y decadencia
El regreso del Ciudad Rodrigo CF a Regional fue, cuanto menos, compleja para los farinatos, en la temporada 2016/17, con el club ahogado en deudas, el conjunto mirobrigense salva el descenso a categorías provinciales y una posible desaparición en la penúltima jornada de liga; los años siguientes en Regional pasarían sin pena ni gloria, con un club más centrado en el necesario proceso de saneamiento económico y estructural, que con el interés en retornar la categoría.

### Temporada 2020/21: Segunda Etapa de Aris y Ascenso
La temporada 2020/21 empezaba en noviembre para un Ciudad Rodrigo CF que afrontaba la segunda etapa de Aris Marcos en el banquillo, el conjunto mirobrigense no se achantó en una primera fase compuesta por otros 9 equipos de Salamanca y Zamora. En una temporada marcada por la pandemia de COVID 19, Aris Marcos repetiría la hazaña vivida 6 años antes y los farinatos lograrían un segundo puesto en la primera fase, el cual les daría acceso a los novedosos Play-Offs de ascenso a Tercera RFEF; en la primera eliminatoria, el conjunto blanquinegro se enfrentaría al CD San José de Soria, empatando a 0 en la ida en Garray y venciendo por 2-0 en un Francisco Mateos lleno; la final por el ascenso de categoría llevaría a los mirobrigenses a enfrentarse al Unami CP, derrotando a los segovianos 2-1 en el templo de la Santa Clara y empatando a 1 en el feudo segoviano, logrando así el ascenso de categoría.

### Temporada 2021/22: El Retorno a Tercera RFEF y vaivén en el banquillo
En esta campaña, los mirobrigenses retornaban seis años después a la ahora renombrada como "Tercera RFEF"; debido a problemas de salud del técnico mirobrigense, la temporada empezó de la mano de Sergio Castro en el banquillo, cayendo en las dos primeras jornadas ante el Palencia CF y el Atlético Bembibre. Tras esto llegaría el segundo entrenador de la temporada: Daniel Romo, quién lograría darle estabilidad al equipo, logrando mantenerlo durante casi toda su estancia fuera de los puestos de descenso. Tras una derrota ante el CD Guijuelo por 3-0, el técnico, para sorpresa de la afición y de los jugadores, sería cesado, regresando un ya recuperado Aris Marcos al banquillo; en esta 3.ª etapa de Aris como entrenador de los farinatos, el equipo se hundiría en la clasificación, logrando solo 2 victorias y 1 empate en 11 jornadas. Después de caer en el feudo de la UD Santa Marta por 2-0, el club mirobrigense anunciaría al vallisoletano Nacho Risueño como nuevo entrenador, el cual debutaría ante el Atlético Astorga perdiendo por 3-2, pero mostrando una mejora en el juego del equipo. Finalmente el club farinato descendería a Regional Preferente en el mes de abril, tras caer en casa ante el CD Ribert por 2-3.

### Temporada 2022/23: Nuevo cambio en el banquillo en el regreso a Regional Preferente
Tras regresar a Regional Preferente, el Ciudad Rodrigo CF optaría por un proyecto comandado por un hombre de la casa, el exjugador farinato Gabri de Aller, quién armaría un bloque compuesto en gran medida por jugadores jóvenes de Salamanca. La temporada iniciaría bien para el Ciudad Rodrigo CF las primeras jornadas, logrando llegar al mes de marzo cerca de los puestos de Play-Off de Ascenso. Pero una mala racha de resultados, unida a una plaga de lesiones, cortaría las aspiraciones del Ciudad Rodrigo CF durante la primavera, acabando el campeonato el equipo en la zona media-alta de la clasificación.

## Afición
El Ciudad Rodrigo CF cuenta actualmente 350 socios, además, también posee un grupo de animación: Orgullo Farinato, el cual se sitúa en uno de los fondos del Francisco Mateos durante todos los partidos.

## Datos del club
Información:
- Temporadas en Tercera División: 13.
- Temporadas en Regional: 41.
- Temporadas en Provincial: 13.